# Netelia auberti
Netelia auberti là một loài tò vò trong họ Ichneumonidae.